# 沙伊貝湖
51°26′50″N 14°20′25″E / 51.44722°N 14.34028°E

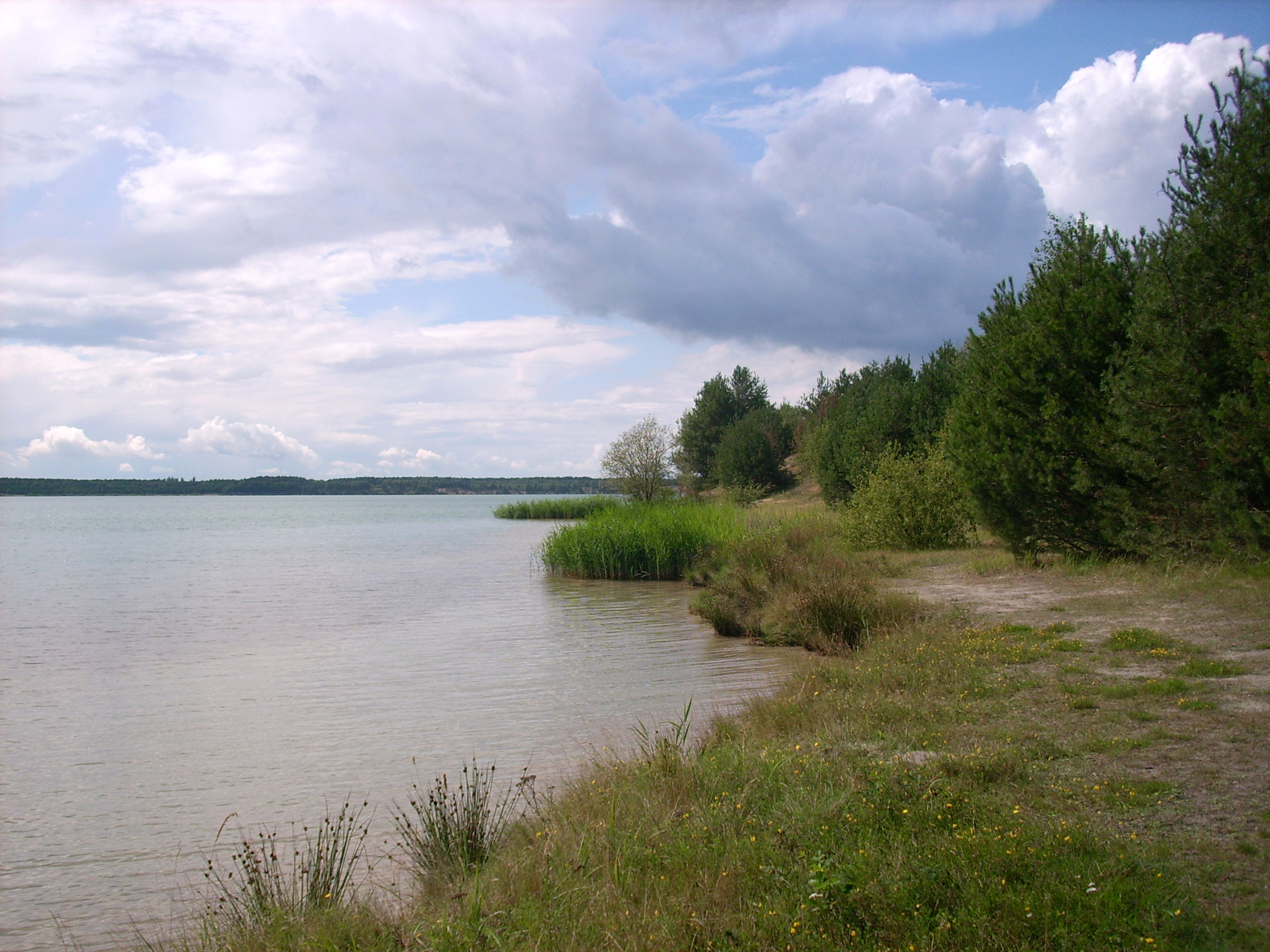

沙伊貝湖（德語：Scheibe-See），是德國的水庫，位於該國東部，由薩克森自由州負責管轄，長5.3公里、寬1.7公里，面積6.8平方公里，海拔高度111米，水體容量1.1億立方米。